# Ménagerie du Jardin des plantes

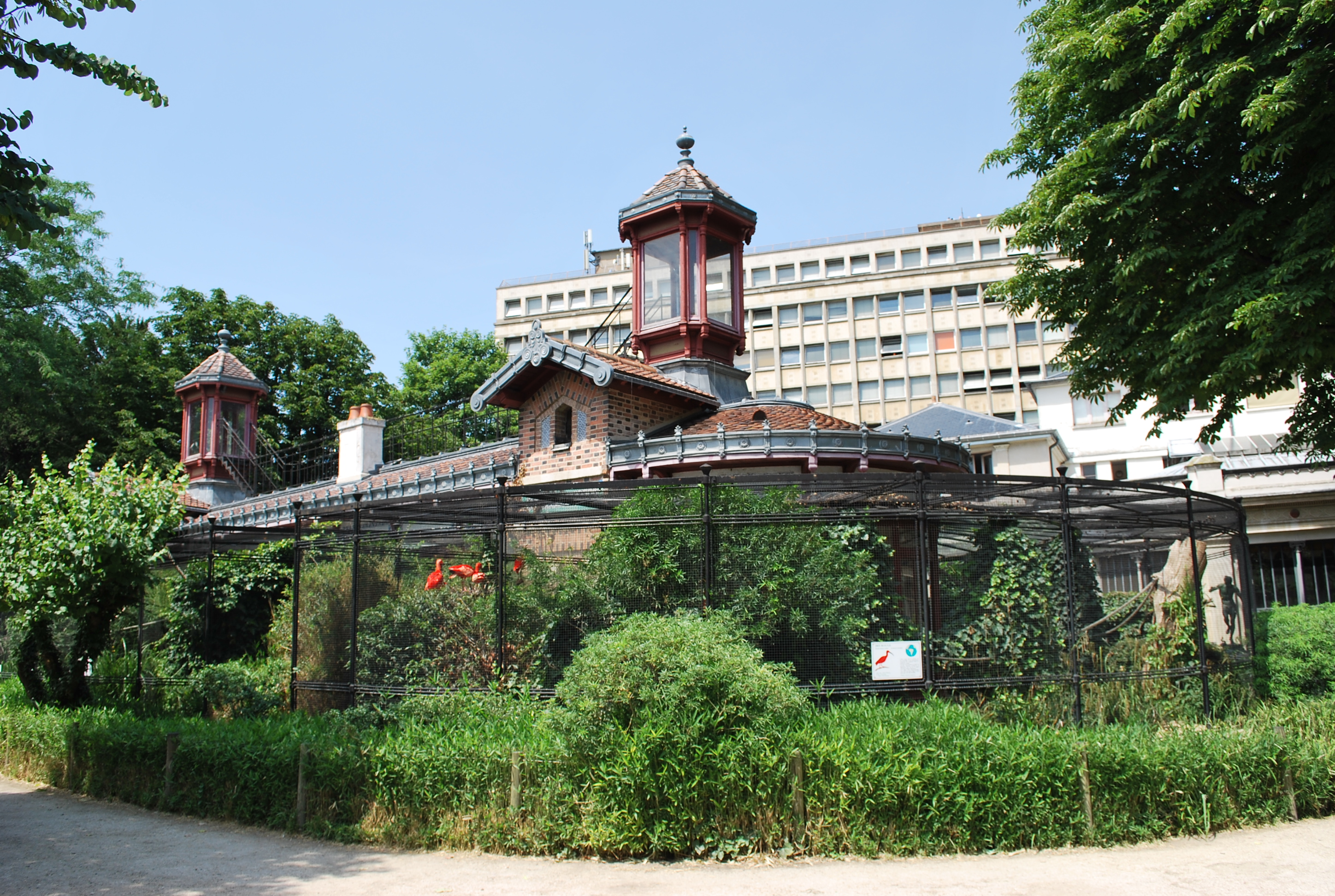
Voliéra

Ménagerie du Jardin des plantes (česky doslovně Zvěřinec Botanické zahrady) je zoologická zahrada v Paříži. Nachází se v parku Jardin des plantes v 5. obvodu. Jedná se o nejstarší zoologickou zahradu ve Francii a po zoo v Schönbrunnu o nejstarší veřejnou zahradu na světě.

## Charakteristika

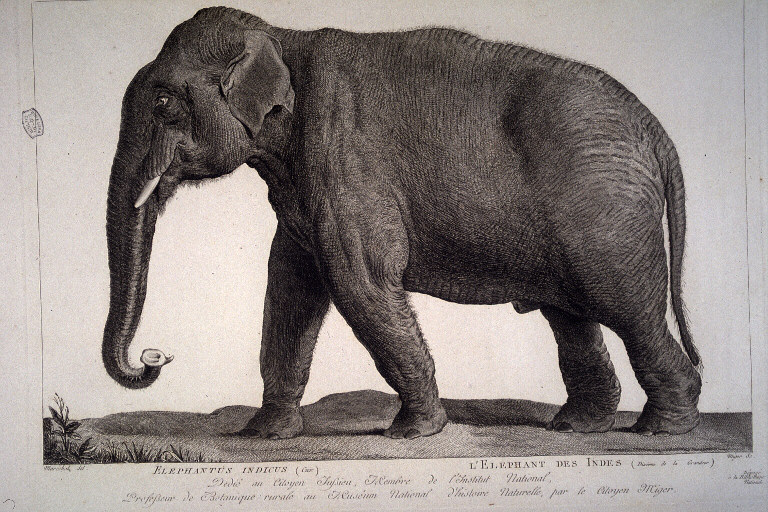
Slon Hans ukořistěný roku 1795 francouzskou armádou

Rozkládá se na ploše 5,5 ha a zahrnuje zhruba čtvrtinu rozlohy Jardin des plantes v severní části mezi ulicemi Rue Cuvier na severozápadě a Quai Saint-Bernard na severovýchodě. Zahradu spravuje Muséum national d'histoire naturelle. Veřejnosti představuje asi 1100 zvířat jako 270 savců 50 druhů, 330 ptáků 80 druhů, 200 plazů 50 druhů a 200 obojživelníků 10 druhů. K nim lze rovněž připočíst na 1200 bezobratlých 50 druhů.
Ze savců jsou zde např. kůň Převalského, orangutan, kamzík bělák, takin, malé šelmy, hlodavci, z ptáků jsou zastoupeni např. supi, sovy, stejně jako bažant a některé druhy brodivých ptáků (kolpík, ibis, jeřáb), mnoho plazů (včetně přes 100 let starých želv obrovských), obojživelníci a hmyz.

## Historie
Zvěřinec byl oficiálně otevřen 11. prosince 1794 z iniciativy Bernardina de Saint-Pierre, profesora zoologie v Muséum national d'histoire naturelle, po přesunu zvířat z královského zvěřince ve Versailles a z Raincy (patřícího vévodovi orleánskému) ve dnech 26. dubna 1794 a 27. května 1794 a přesunu zvířat z jarmarků a soukramých zvěřinců a cirkusů od listopadu 1793.
Během své historie se zde představilo mnoho druhů zvířat, včetně první žirafy ve Francii (1826), slona, hrocha, medvěda hnědého i ledního nebo tuleňů.

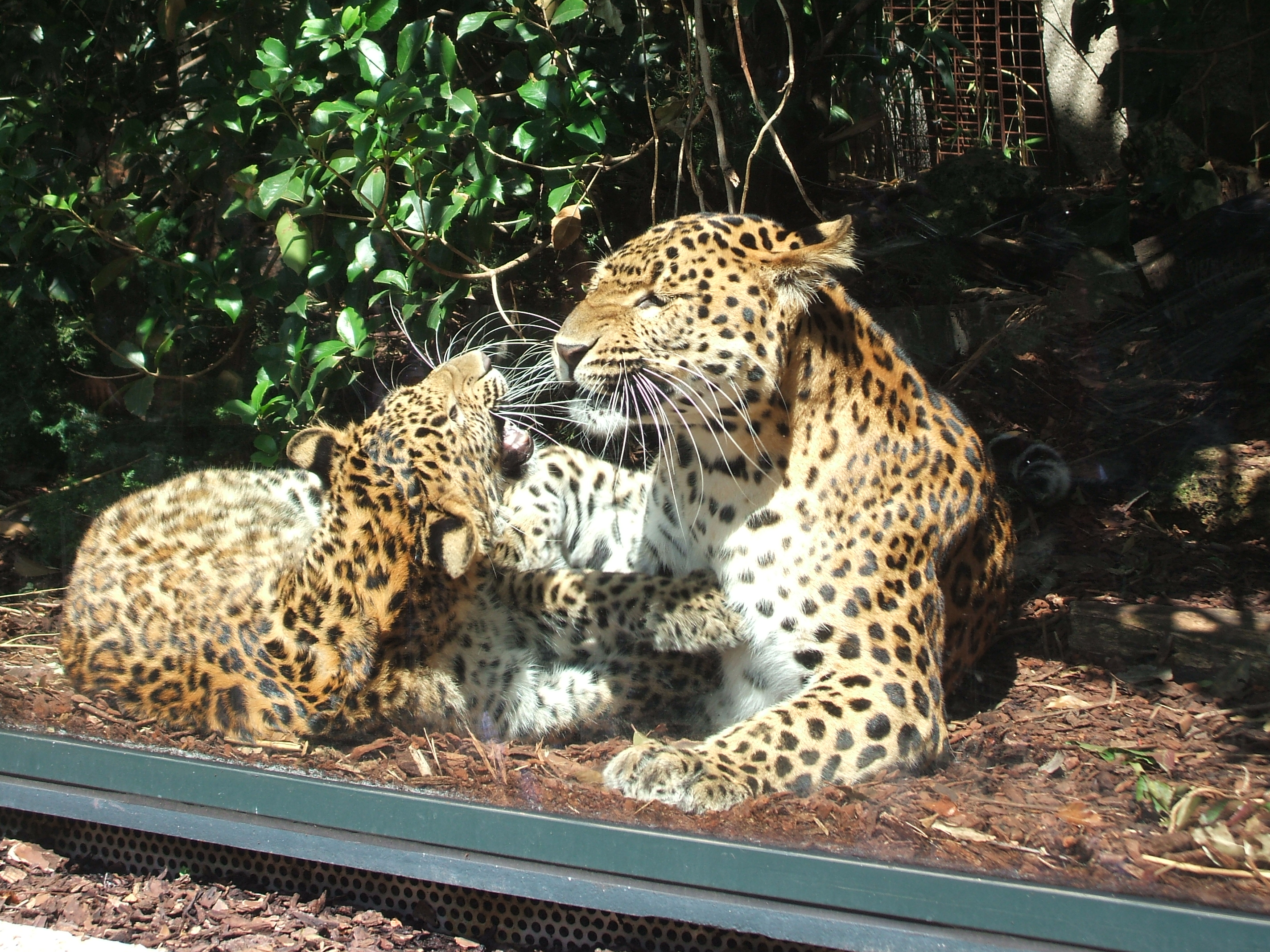
Levhart čínský

Při obléhání města během Pařížské komuny (1871) však byla zvířata snědena Pařížany. Během 19. a počátku 20. století bylo pro zvířata postaveno mnoho výběhů a klecí, na svou dobu moderních: medvědinec (1805), pavilony býložravců (1804-1812), šelem (1817-1821), opic (1835-1837), plazů a obojživelníků (1870-1874), klece pro dravé ptáky (1820-1825), bažantnice (1881) nebo bazén pro lachtany (1882).
Nejúspěšnější z nich byla pravděpodobně velká voliéra postavená roku 1888 pro světovou výstavu 1889, která se doposud používá. V polovině 20. století byla zdejší zoo zastíněna modernějšími zoologickými zahradami (Zoo Vincennes, Parc de Thoiry), pro nedostatek prostředků neprobíhaly prakticky žádné rekonstrukce. Zvířata žila v nevyhovujících zařízeních, často stísněných a trpěla. Od počátku 80. let však probíhala postupná obnova a byla založena koncepce na orientaci malých a středně velkých druhů zvířat, která jsou málo známá nebo ohrožená. Větší savce (slony, žirafy, lvy, tygry, gorily, šimpanze, medvědy) nebylo možné udržovat ve správném stavu a v centru Paříže nebylo možné zvětšit plochu zoo, proto byla tato zvířata postupně od 70. let přesunuta do jiných zařízení.